# Gaia Vince
Gaia Vince (nascuda el 1973 o 1974) és una periodista, locutora i autora de no ficció britànica independent, amb ciutadania britànica i australiana. Escriu per al diari The Guardian, i, en una columna anomenada Smart Planet, per a la BBC Online. Anteriorment va ser editora de notícies de Nature i editora de la versió en línia de New Scientist.
El seu llibre Adventures in the Anthropocene: A Journey to the Heart of the Planet We Made va guanyar el 2015 el premi Royal Society Winton Prize for Science Books. Va ser la primera dona a guanyar aquest premi. El llibre parla de l'Antropocè, l'època que es defineix com el període que comença quan les activitats humanes van començar a tenir un impacte global important en els ecosistemes de la Terra. El seu segon llibre, Transcendence: How Humans Evolved Through Fire, Language, Beauty, and Time, es va publicar el 2019.
El 2022 va publicar el seu tercer llibre, Nomad Century, on argumenta que les properes dècades veuran inevitablement migrar milers de milions de persones a causa de l'escalfament global. Vince avança la idea que, amb les polítiques adequades, aquesta migració pot ser una bona cosa tant per als migrants com per als països d'acollida que els reben.
Vince va escriure i presentar una sèrie de televisió en tres parts de Channel 4 Escape to Costa Rica, emesa per primera vegada l'abril de 2017. Filmada a Costa Rica amb la seva parella Nick Pattinson i els seus dos fills petits, la sèrie va explorar les iniciatives ambientals, les energies renovables i el desenvolupament sostenible d'aquell país.
Vince ha presentat, ocasionalment, algunes edicions del programa de BBC Radio 4 Inside Science .